# Аким (деревня)
Аким — деревня в муниципальном районе Сосногорск Республики Коми (Россия).

## История
Возникла на рубеже 1830—1840-х и получила название по имени своего основателя Якима. Упомянута в дневнике В. Н. Латкина в 1843 году. Именовалась также Усть-Сюзьская, Сюзью, Басман. В 1859 году насчитывала 4 двора (около 34 человек). В январе 1893 года в деревне была освящена деревянная церковь.

## География
Расположена на левом берегу реки Ижма в устье реки Сюзью, в 16 км к северо-западу от села Усть-Ухта и в 20 км к северу от Ухты.

## Население
| 2010 |
| ---- |
| 21   |